# Saint-Sardos (Lot-et-Garonne)
Saint-Sardos (okzitanisch Sent Sardòs) ist ein Ort und eine aus mehreren Weilern und Einzelgehöften bestehende südfranzösische Gemeinde mit 292 Einwohnern (Stand: 1. Januar 2022) im Département Lot-et-Garonne in der Region Nouvelle-Aquitaine.

## Lage
Saint-Sardos liegt im Agenais etwa 29 km nordwestlich von Agen bzw. ca. 35 km südöstlich von Marmande in einer Höhe von ca. 95 m ü. d. M. Das Klima ist gemäßigt und wird in hohem Maße vom Atlantik beeinflusst; Regen fällt verteilt übers ganze Jahr. Das Flüsschen Bausse tangiert das Gemeindegebiet im Nordosten.

## Bevölkerungsentwicklung
| Jahr      | 1800 | 1851 | 1901 | 1954 | 1999 | 2018 |
| Einwohner | 482  | 854  | 477  | 398  | 243  | 298  |

In der zweiten Hälfte des 19. Jahrhunderts stieg die Einwohnerzahl des Ortes kurzzeitig bis auf annähernd 1000 Personen an. Die Reblauskrise im Weinbau und der Verlust von Arbeitsplätzen durch die Mechanisierung der Landwirtschaft haben seitdem zu einem kontinuierlichen Bevölkerungsrückgang geführt, der erst in den letzten Jahrzehnten zum Stillstand gekommen ist.

## Wirtschaft
Die Bewohner der Gemeinde lebten jahrhundertelang als Selbstversorger von den Erträgen ihrer Felder und Gärten; daneben wurden auch Viehzucht und Weinbau betrieben. Im Ort selbst siedelten auch Handwerker, Kleinhändler und Dienstleister. Seit den 1960er Jahren werden einige der leerstehenden Häuser, aber auch Neubauten, als Ferienwohnungen (gîtes) genutzt.

## Geschichte
Ein Priorat der Benediktinerabtei von Sarlat-la-Canéda, in welcher die Reliquien des hl. Sacerdos von Limoges verehrt wurden, bestand bereits im Jahr 1153; letztere waren ausschlaggebend für die Wahl des Ortsnamens. Um 1250 wird der Ort als Castrum bezeichnet. Im Jahr 1289 schlossen der Abt von Sarlat und der französische König Philipp der Schöne (reg. 1285–1314) einen Vertrag (paréage) zur Gründung einer Bastide auf dem damals englischen Territorium; dieser Vertrag wurde jedoch erst im Jahr 1322 vom französischen Parlament gebilligt. Bereits im darauffolgenden Jahr wurde der Ort von einem treuen Vasallen der Engländer in Brand gesetzt; auf diese Weise begann der sogenannte Krieg von Saint-Sardos (1323–1325), einem Vorläufer des Hundertjährigen Krieges (1337–1453) zwischen England und Frankreich. Nach dem Tod der Könige beider Mächte in den Jahren 1327 und 1328 wurden die gegenseitigen Rechte anerkannt und Saint-Sardos blieb bis zu ihrer Zerstörung um das Jahr 1363 eine französische Enklave auf englischem Gebiet. Erst im 16./17. Jahrhundert wurde der Ort allmählich wiederaufgebaut, doch stammen die meisten historischen Bauten (Fachwerkhäuser etc.) des kreisrunden Ortszentrums erst aus dem 18. und 19. Jahrhundert.

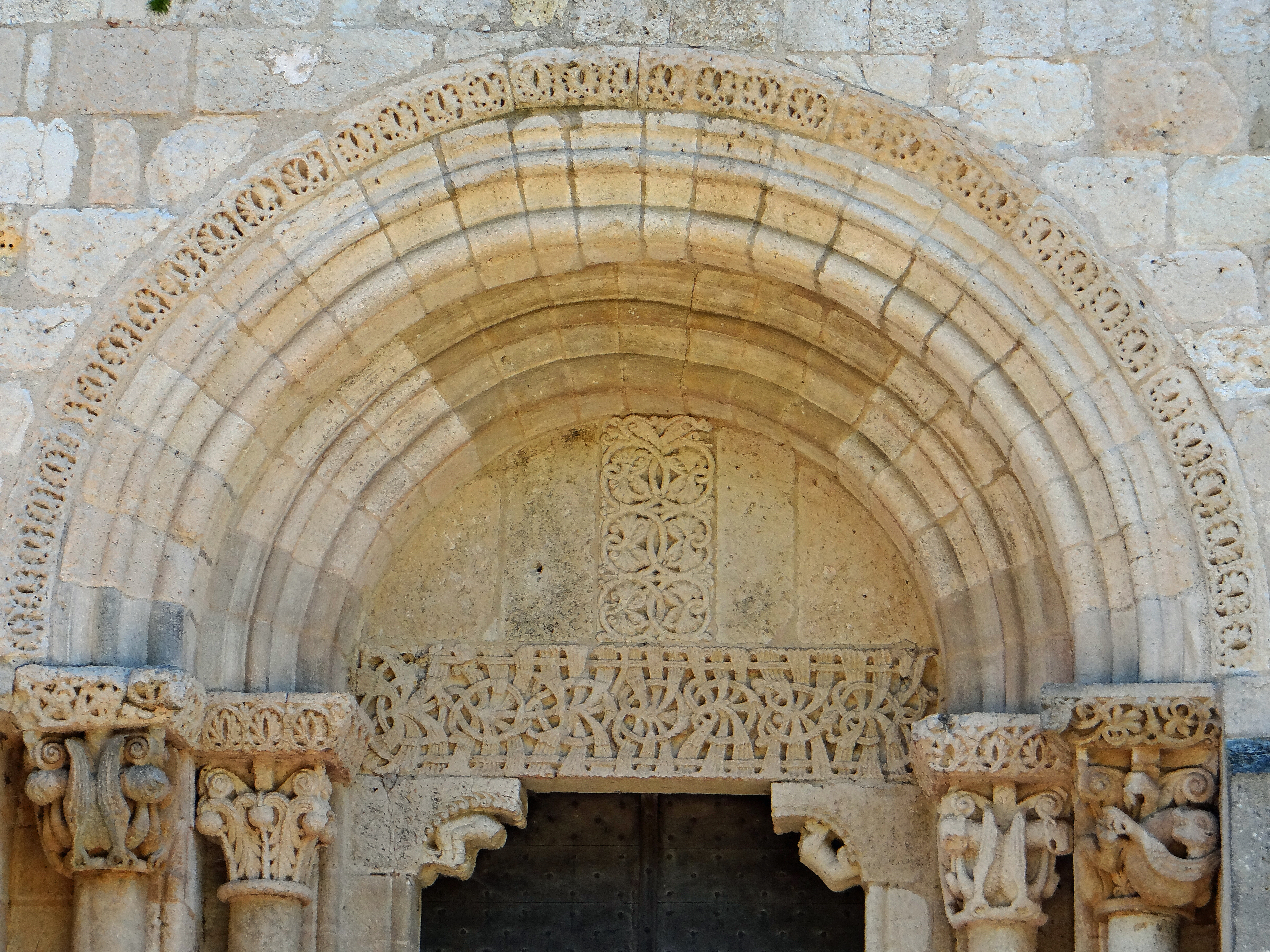
Portal der ehemaligen Prioratskirche

## Sehenswürdigkeiten
- Die ehemals dreischiffige Priorats- und heutige Pfarrkirche Saint-Sardos wurde in den politisch und religiös motivierten Kriegen des 14. bis. 16. Jahrhunderts schwer in Mitleidenschaft gezogen; nur das romanische Portal mit seinem originellen Tympanon blieb erhalten. Erst im 19. Jahrhundert entstand der zweischiffige Neubau, in welchen Teile der älteren Bausubstanz integriert wurden. Das Portal ist seit dem Jahr 1939 als Monument historique anerkannt.[3]

Umgebung
- Die kleine Kirche des circa zwei Kilometer südöstlich gelegenen Weilers Saint-Amans entstammt dem 12. bis 14. Jahrhundert.
- Die Apsis der Kirche des circa einen Kilometer nordöstlich gelegenen Weilers Lussac entstand um die Wende vom 11. zum 12. Jahrhundert.